# Hiraea putumayensis
Hiraea putumayensis är en tvåhjärtbladig växtart som beskrevs av Julius Sterling Morton och Cuatrec.. Hiraea putumayensis ingår i släktet Hiraea och familjen Malpighiaceae. Inga underarter finns listade i Catalogue of Life.